# 81 км (пост, Україна)
Пост 81 км — колійний пост Конотопської дирекції залізничних перевезень Південно-Західної залізниці. Код поста в ЄМР 326747. Код Експрес 2200458.
Розташований на лінії Бахмач-Гомельський —Хоробичі між станціями Низківка (3,5 км) та Сновськ (15 км). Відстань до Хоробичів — 54 км, до Бахмача-Гомельського — 81 км.
Відкритий 2008 року. Вантажні та пасажирські операції не здійснюються. Вказаний у розкладах.